# Classe Dardo
Con la classe Dardo (1930-32), costituita da quattro unità la Regia Marina immise in servizio un nuovo e veloce cacciatorpediniere, dotato di un dislocamento di circa 1.500 tonnellate, un armamento compatto costituito da quattro cannoni da Ansaldo 120/50 Mod. 1926 in due impianti binati e 2 lanciasiluri tripli.
Queste navi avevano un fumaiolo unico, massiccio, caratteristica delle navi italiane dell'epoca ed erano molto veloci, ma poco armate in termini di siluri.
Furono essenzialmente una versione ingrandita della precedente classe Turbine. Quattro navi di questa classe furono costruite nel 1933 con delle modifiche per la Grecia, andando a formare la classe Kountouriotis. Venne costruita una seconda serie con dei miglioramenti, composta anche questa da quattro unità e denominata Classe Folgore o Classe Dardo II Serie.

## Unità

### Dardo
Costruito nel Cantiere navale di Sestri Ponente, venne varato il 6 settembre, 1930. Catturato dai tedeschi dopo l'armistizio ed incorporato nella Kriegsmarine venne rinominato TA 31. Autoaffondato il 24 aprile 1945.

### Freccia
Costruito nel Cantiere navale di Riva Trigoso, varato il 3 agosto 1930 venne affondato durante un bombardamento aereo a Genova l'8 agosto, 1943.
Il suo nome sarebbe stato ereditato nella Marina Militare da una motocannoniera della classe Freccia in servizio dal 1965 al 1984

### Saetta
Costruito nel Cantiere navale di Riva Trigoso, varato il 17 gennaio, 1932  affondò a causa di una mina il 3 febbraio 1943 nel Canale di Sicilia mentre soccorreva la torpediniera Uragano.
Il suo nome sarebbe stato ereditato nella Marina Militare da una motocannoniera della classe Freccia in servizio dal 1966 al 1985.

### Strale

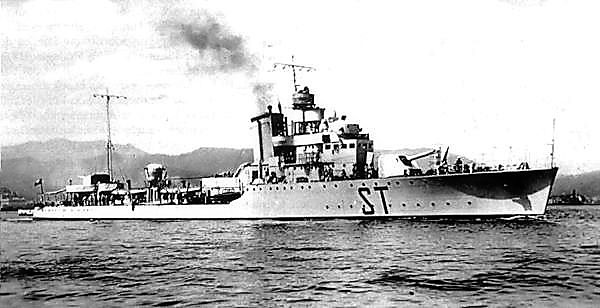
Il cacciatorpediniere Strale

Costruito nel Cantiere navale di Sestri Ponente, fu varato il 26 marzo 1931. Arenatosi nei pressi di Capo Bon il 21 giugno 1942 venne affondato dai siluri del sommergibile inglese HMS Turbulent

## Grecia
La Grecia nel 1929 ordinò quattro cacciatorpediniere di questa classe. La differenza con le sorelle italiane consisteva nella sostituzione delle due torrette binate da 120 mm, con quattro cannoni singoli dello stesso calibro. Le unità greche furono tutti costruite nel Cantiere navale di Sestri Ponente.
- RHS Hydra – Affondato da un aereo tedesco il 22 aprile 1941.
- RHS Spetsai – In servizio durante la seconda guerra mondiale, venne disarmato nel 1946.
- RHS Psara – Affondato da un aereo tedesco il 20 aprile 1941.
- RHS Kountouriotis - In servizio durante il secondo conflitto mondiale, venne disarmato nel 1946